# Świt Nowy Dwór Mazowiecki
Świt Nowy Dwór Mazowiecki – polski wielosekcyjny klub sportowy z siedzibą w Nowym Dworze Mazowieckim.

## Informacje ogólne
- Pełna nazwa: Miejski Klub Sportowy Świt Nowy Dwór Mazowiecki
- Rok założenia: 1935 (nieoficjalnie 1933)
- Barwy: biało-zielone
- Adres: Sportowa 66, 05-100 Nowy Dwór Mazowiecki

- Stadion: Stadion Miejski

pojemność – 3400 wszystkie miejsca siedzące (krzesełka)
oświetlenie – 1800 lx
wymiary – 105 m x 68 m

Prezes: Katarzyna Sazonowicz
- Trenerzy: Bogdan Jóźwiak

## Historia
Klub powstał w 1933, lecz oficjalną data założenia jest rok 1935. Ma bogate tradycje i osiągnięcia w wielu dyscyplinach sportowych. Po II wojnie światowej oprócz piłki nożnej istniały w MKS "Świt" sekcje piłki siatkowej kobiet i mężczyzn, hokeja na lodzie, lekkoatletyki i tenisa stołowego.
Jednak największe sukcesy – na poziomie światowym – osiągnęli zawodnicy i trenerzy sekcji kajakarskiej i podnoszenia ciężarów. Rzadko zdarza się aby klub, z małego 28-tysięcznego miasta mógł poszczycić się pięcioma olimpijczykami, wielokrotnymi mistrzami oraz rekordzistami Polski, Europy i świata.
To tutaj przy współudziale trenera Olgierda Światowiaka rozpoczęły światową karierę kajakarki Izabella Dylewska i Elżbieta Urbańczyk – wielokrotne mistrzynie Polski, Europy i świata reprezentantki oraz medalistki olimpiad w Seulu, Barcelonie, Atlancie i Sydney. 
Ich klubowym kolegą był inny kajakarz i olimpijczyk Wojciech Kurpiewski. Jednak wielki wyczyn sportowy przerósł możliwości organizacyjne i ekonomiczne klubu. Kajakarze przenieśli się do MKS "Posnania" w Poznaniu, gdzie nastąpił rozkwit ich sportowych talentów.
Wcześniej, sukcesy zaczęli odnosić ciężarowcy. Ich współtwórcą był trener i wychowawca kilku sportowych pokoleń Stanisław Życieński. W "Świcie" pod okiem Życieńskiego rozpoczęli kariery zawodnicze – Kazimierz Czarnecki, późniejszy rekordzista świata w kategorii lekkiej i zdobywca brązowego medalu olimpijskiego w Montrealu oraz – Waldemar Kosiński – dwukrotny mistrz Europy oraz brązowy medalista mistrzostw świata. W sumie, w kadrze narodowej Polski w różnych okresach znalazło się aż 11 ciężarowców "Świtu".
W 1991 drużyna piłkarska Świtu wywalczyła awans do III ligi. W 1995 przyszła pora na kolejną promocję, tym razem do II ligi. W sezonie 1997/1998 zespół opuścił szeregi drugoligowców. W 2000 Świt powrócił do II ligi. Sezon 2003/2004 przeszedł do historii klubu. Drużyna Świtu awansowała z 2. miejsca poprzez baraże ze Szczakowianką do I ligi (zobacz: afera barażowa). Zespół grał w Ekstraklasie jeden sezon.

## Sekcja piłki nożnej

### Sukcesy
- Gra w Ekstraklasie – sezon 2003/2004
- 1/4 finału Pucharu Polski sezon 2001/2002
- 1/8 finału Pucharu Polski sezon 2021/2022

### Poszczególne sezony
| Sezon     | Rozgrywki ligowe | Rozgrywki ligowe                 | Rozgrywki ligowe | Puchar Polski (rozgrywki centralne) | Uwagi                 |
| Sezon     | Liga             | Liga                             | Miejsce          | Puchar Polski (rozgrywki centralne) | Uwagi                 |
| --------- | ---------------- | -------------------------------- | ---------------- | ----------------------------------- | --------------------- |
| 1992/1993 | III              | III liga (gr. II)                | 9/16             | –                                   |                       |
| 1993/1994 | III              | III liga (gr. II)                | 5/16             | II runda                            |                       |
| 1994/1995 | III              | III liga (gr. I)                 | 1/16             | –                                   |                       |
| 1995/1996 | II               | II liga (gr. wschodnia)          | 6/18             | –                                   |                       |
| 1996/1997 | II               | II liga (gr. wschodnia)          | 13/18            | III runda                           |                       |
| 1997/1998 | II               | II liga (gr. wschodnia)          | 15/18            | II runda                            |                       |
| 1998/1999 | III              | III liga (gr. IV)                | 1/18             | 1/16 finału                         |                       |
| 1999/2000 | II               | II liga                          | 13/24            | –                                   |                       |
| 2000/2001 | II               | II liga                          | 11/20            | I runda                             | II runda Pucharu Ligi |
| 2001/2002 | II               | II liga                          | 13/20            | 1/4 finału                          | II runda Pucharu Ligi |
| 2002/2003 | II               | II liga                          | 2/18             | I runda                             | Awans po barażach.    |
| 2003/2004 | I                | I liga                           | 13/14            | I runda                             |                       |
| 2004/2005 | II               | II liga                          | 11/18            | faza grupowa                        |                       |
| 2005/2006 | II               | II liga                          | 16/18            | I runda                             |                       |
| 2006/2007 | III              | III liga (gr. I)                 | 4/16             | 1/16 finału                         |                       |
| 2007/2008 | III              | III liga (gr. I)                 | 9/16             | –                                   |                       |
| 2008/2009 | IV               | III liga (gr. łódzko-mazowiecka) | 1/16             | –                                   |                       |
| 2009/2010 | III              | II liga (gr. wschodnia)          | 6/18             | –                                   |                       |
| 2010/2011 | III              | II liga (gr. wschodnia)          | 3/18             | 1/16 finału                         |                       |
| 2011/2012 | III              | II liga (gr. wschodnia)          | 10/16            | Runda wstępna                       |                       |
| 2012/2013 | III              | II liga (gr. wschodnia)          | 16/18            | Runda wstępna                       |                       |
| 2013/2014 | III              | II liga (gr. wschodnia)          | 18/18            | Runda przedwstępna                  |                       |
| 2014/2015 | IV               | III liga (gr. łódzko-mazowiecka) | 7/18             | Runda wstępna                       |                       |
| 2015/2016 | IV               | III liga (gr. łódzko-mazowiecka) | 8/18             | –                                   |                       |
| 2016/2017 | IV               | III liga (gr. I)                 | 4/18             | I runda                             |                       |
| 2017/2018 | IV               | III liga (gr. I)                 | 8/18             | 1/16 finału                         |                       |
| 2018/2019 | IV               | III liga (gr. I)                 | 12/18            | –                                   |                       |
| 2019/2020 | IV               | III liga (gr. I)                 | 4/18             | –                                   |                       |
| 2020/2021 | IV               | III liga (gr. I)                 | 2/22             | I runda                             |                       |
| 2021/2022 | IV               | III liga (gr. I)                 | 3/19             | 1/8 finału                          |                       |
| 2022/2023 | IV               | III liga (gr. I)                 | 4/18             | –                                   |                       |
| 2023/2024 | IV               | III liga (gr. I)                 | 5/18             | –                                   |                       |

## Kadra
| Nr | Poz. | Piłkarz            |
| -- | ---- | ------------------ |
| 1  | BR   | Mateusz Prus       |
| 2  | OB   | Radosław Kamiński  |
| 3  | OB   | Sebastian Cuch     |
| 4  | PO   | Krystian Pomorski  |
| 5  | OB   | Maciej Ostrowski   |
| 6  | OB   | Karol Drwęcki      |
| 7  | PO   | Michał Steć        |
| 8  | PO   | Kamil Wiśniewski   |
| 10 | PO   | Marcin Kozłowski   |
| 11 | PO   | Konrad Perzyna     |
| 12 | BR   | Konstanty Antoniuk |
| 13 | PO   | Hubert Michalik    |
| 16 | OB   | Mateusz Pietroń    |
| 17 | NA   | Konrad Rudnicki    |
| 20 | PO   | Mateusz Zawiska    |

| Nr | Poz. | Piłkarz             |
| -- | ---- | ------------------- |
| 23 | BR   | Sebastian Majchrzak |
| 25 | OB   | Kamil Dankowski     |
| 25 | PO   | Patryk Skubisz      |
| 33 | PO   | Piotr Basiuk        |
| 37 | NA   | Rafał Maciejewski   |
| 94 | NA   | Seweryn Truskolaski |
|    | OB   | Michał Drewnowski   |
|    | OB   | Kamil Tlaga         |
|    | PO   | Jakub Łachmański    |
|    | PO   | Mateusz Bramowicz   |
|    | PO   | Dawid Rybak         |
|    | PO   | Mateusz Kwiatkowski |
|    | NA   | Piotr Cichocki      |
|    | NA   | Mikołaj Napora      |